# Вомын (Корткеросский район)
Вомын — село в Корткеросском районе республики Коми, административный центр сельского поселения Вомын.

## География
Расположено на правом берегу Вычегды, примерно в 53 км по прямой на восток-северо-восток от районного центра села Корткерос.

## История
Село основано с 1676 года как починок Гришинский. В 1678 в починке был 1 двор. В 1784 в деревне Гришинской насчитывалось уже 12 дворов, 100 человек, в 1859 24 дворов и 162 человека. В 1926 в селе Гришинском (Вомын) было 52 двора, 154 человека. В 1979 в селе жили 660 человек, в 1989 565 человек. В селе действовала Благовещенская деревянная церковь.

## Население
Постоянное население составляло 618 человек (коми 95 %) в 2002 году, 470 в 2010.